# Барађано
Барађано (итал. Baragiano) је насеље у Италији у округу Потенца, региону Базиликата.
Према процени из 2011. у насељу је живело 549 становника. Насеље се налази на надморској висини од 616 м.

## Становништво
Према резултатима пописа становништва 2011. у општини је живело 2.675 становника.
| 1931. | 1936. | 1951. | 1961. | 1971. | 1981. | 1991. | 2001. | 2011. |
| ----- | ----- | ----- | ----- | ----- | ----- | ----- | ----- | ----- |
| 2.184 | 2.423 | 2.669 | 2.723 | 2.517 | 2.492 | 2.716 | 2.751 | 2.675 |

## Партнерски градови
- Jalasjärvi
- Муро Лукано